# 빌라그란데스트리사일리
빌라그란데스트리사일리(Villagrande Strisaili, 사르데냐어: Biddamanna Istrisàili)는 이탈리아 사르데냐주 누오로도에 위치한 코무네 (지방 자치체)로, 칼리아리에서 북동쪽으로 약 150 킬로미터 (93 mi) 떨어져 있고, 토르톨리에서 북서쪽으로 약 18 킬로미터 (11 mi) 떨어져 있다.
빌라그란데스트리사일리는 다음 코무네와 접한다: 아르차나, 데술로, 폰니, 지라솔레, 로초라이, 오르고솔로, 탈라나, 토르톨리.
이 지역은 특별한 기대 수명으로 인해 첫 번째 블루존으로 확인되었다. 한 연구에 따르면, 전 세계 통계와 달리 이 지역의 남성은 여성만큼 오래 산다.